# 冥王代
| 累代        | 代       | 紀                 | 基底年代 Mya |
| ----------- | -------- | ------------------ | ------------ |
| 顕生代      | 新生代   | 新生代             | 66           |
| 顕生代      | 中生代   | 中生代             | 251.902      |
| 顕生代      | 古生代   | 古生代             | 541          |
| 原生代      | 新原生代 | エディアカラン     | 635          |
| 原生代      | 新原生代 | クライオジェニアン | 720          |
| 原生代      | 新原生代 | トニアン           | 1000         |
| 原生代      | 中原生代 | ステニアン         | 1200         |
| 原生代      | 中原生代 | エクタシアン       | 1400         |
| 原生代      | 中原生代 | カリミアン         | 1600         |
| 原生代      | 古原生代 | スタテリアン       | 1800         |
| 原生代      | 古原生代 | オロシリアン       | 2050         |
| 原生代      | 古原生代 | リィアキアン       | 2300         |
| 原生代      | 古原生代 | シデリアン         | 2500         |
| 太古代      | 新太古代 | 新太古代           | 2800         |
| 太古代      | 中太古代 | 中太古代           | 3200         |
| 太古代      | 古太古代 | 古太古代           | 3600         |
| 太古代      | 原太古代 | 原太古代           | 4000         |
| 冥王代      | 冥王代   | 冥王代             | 4600         |
| 1. 2. 3. 4. |          |                    |              |

冥王代（めいおうだい、英：Hadean eon）は、地球誕生(46億年前)から40億年前までにあたる地質時代の一つ。太古代、原生代を合わせて先カンブリア時代と呼ぶ。便宜上月の地質時代の「前期インブリウム代」、「ネクタリス代」、先ネクタリス代の「Basin Groups」と「Criptic era」に区分されている。
また、一番古い地質時代である。
地球が形成され、地殻と海ができ、有機化合物の化学進化の結果、最初の生命が誕生したと考えられている。化石はもちろん、岩石自体が非常に稀であり、地質学的証拠がほとんどない時代である。この時代の地層はないため、かつて国際層序委員会ではこの名称を非公式として扱っていたが、2022年11月の改訂で公式のものになった。
非常に稀ながら、45億年前までの岩石は月で発見されている。地球最古の岩石はカナダの北西地域のアカスタの約40億年前の片麻岩、地球最古の鉱物は西オーストラリアのジャックヒルズのクォーツァイトに含まれる44億年前のジルコン、地球最古の地殻の痕跡はカナダのハドソン地域の片麻岩で、マントルからの分離は42億年前である。
名称は実態が闇に包まれていることからギリシャ神話の冥界の神ハーデース(Hades)に由来する。

## 冥王代を研究する方法
通常地質学で古代の研究を行うには、その時代に作られた地層や岩石を分析して情報を入手し検討する。しかし冥王代については上記のように当時の岩石が殆ど入手できない。1970年代までは地球の情報だけしか得られなかったため冥王代における地球の進化は分からなかったが、太陽系内の他の星や隕石を研究することによって実証的な議論ができるようになった。また太陽系の形成や、地球誕生時の状況については理論に基づくシミュレーションが行われている。地球や隕石の年代分析については、放射性元素の分解による生成物を定量して年代を計測する放射年代測定が用いられる。

## 地球と他の星の誕生の同一性
地球と隕石から「放射性物質ヨウ素129を起源とするキセノン129」が検出される。ヨウ素129は半減期が1600万年しかない短寿命の放射性物質であり、この元素が形成される超新星爆発のあと1億年程度でほとんど消滅する。すなわち地球や隕石が形成される少し前に、近傍で超新星爆発があったとされる。これは地球と隕石が同一箇所で同一時期に形成された可能性が高いことを示す。また隕石に含まれる各元素の量（元素存在度）を調べると、太陽の光球の元素存在度と良く一致する。地球は中心部に鉄主体の核を持つため、地上で手に入る地殻の元素存在度は上記太陽や隕石と異なるが、最初に地球ができたときの成分は太陽や隕石と同じであったと考えられる。このように太陽系の星は同時に同一の原料から誕生したとされる。

## 地球の誕生

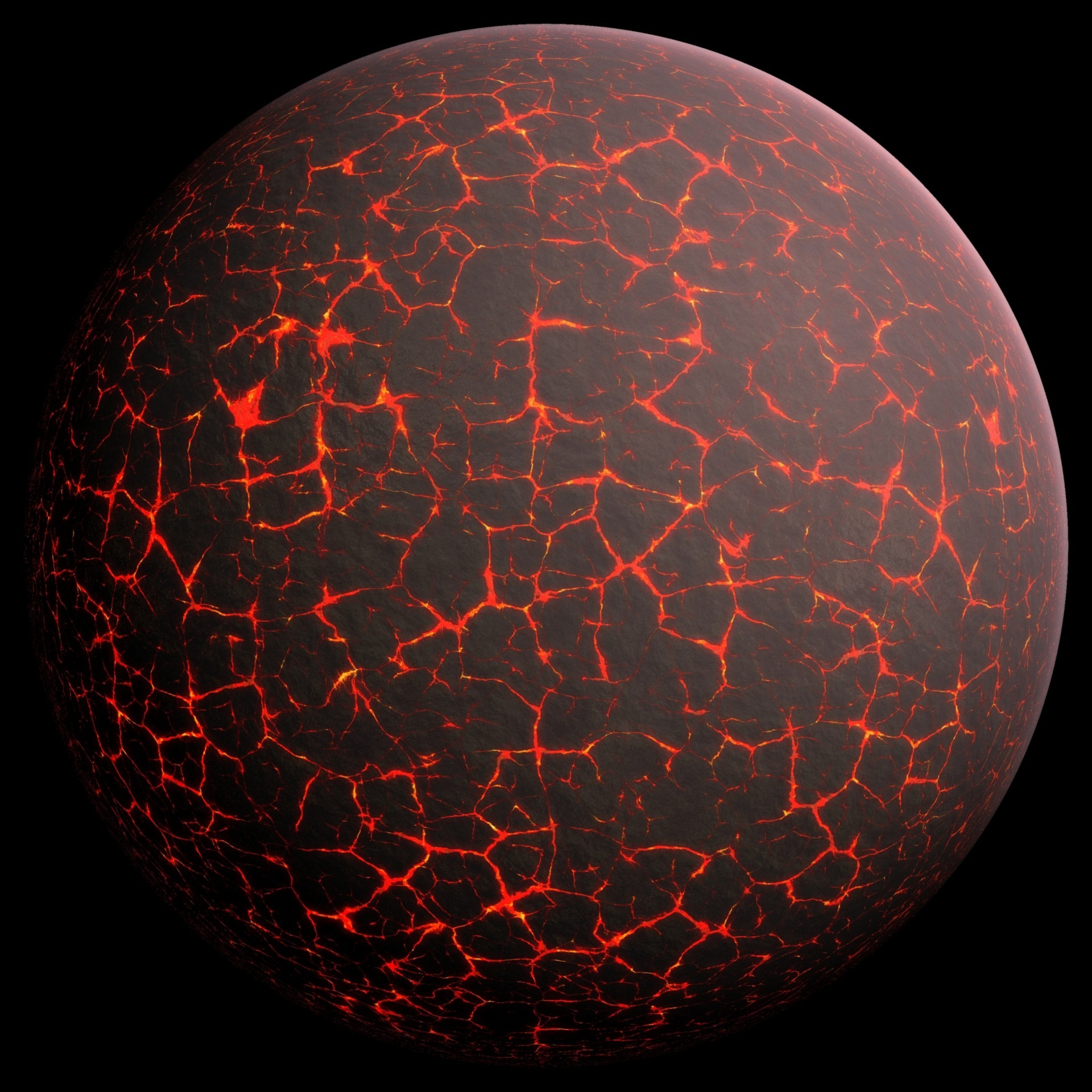
初期地球の想像図

太陽系を形成する物質は、宇宙空間に広がっていたガスや細かい塵などの星間物質であった。太陽系が形成される少し前に近傍で超新星爆発があった。爆発の衝撃が引き金となって星間物質の収縮が始まり太陽系の形成が始まった。力学的なシミュレーションによって、原始太陽系がガスや塵の状態から多数の微惑星（サイズは数kmからそれ以上）を経て惑星サイズまで成長するのに数百万年から数千万年かかったとされる。隕石の多くはこの時に生まれた微惑星のかけら（始原的隕石）である。太陽系形成が始まって10万から100万年で、現在の地球の軌道周辺には微惑星が衝突・合体して形成された数十個の「月から火星サイズの惑星胚（planetary embryo）」が生じ、各々の軌道を廻るようになる。
惑星胚のサイズが大きくなってくると重力が強くなり、衝突速度が大きくなる。シミュレーションによれば岩石質の微惑星が衝突する際、原始地球のサイズが月サイズ（現在の地球質量の1/100）であれば、衝突の衝撃で微惑星内に取り込まれていたガス成分が抜け出す衝突脱ガスが始まる。このガスが原始大気や原始海洋の元となったとされる。また原始地球のサイズが火星レベル（現在の地球質量の1/10）になると衝突のエネルギーで微惑星は融解する。現在の地球に微惑星が衝突すれば隕石は部分的に蒸発するようになる。
数十個の惑星胚はお互いの重力で軌道が乱れ、その結果軌道が交差して衝突を繰り返す。このレベルの衝突をジャイアントインパクトと呼ぶが、地球の形成時にいくつか起こったジャイアントインパクトの最後の衝突で月ができた。この時の衝突エネルギーは非常に大きく、衝突後の地球と月は双方とも全体が溶融状態にあった可能性が高い。放射性元素ハフニウム182に関する詳細な分析で、地球と月のマントルの形成が始原的隕石形成の約3000万年後であったと報告されている。また地球全体が溶融したため、核を形成する鉄とマントルとなるケイ酸塩成分の分離と鉄成分の地球中心部への沈降が起こり、現在見られる地球の層状構造が始まった可能性があるが、核の形成の時期や原因についてはいまだ議論が多い。
なお地球の年齢として、地球の岩石をウラン・鉛年代測定法で調査して45億年から46億年、隕石をウラン・鉛年代測定法やルビジウム－ストロンチウム法で分析して45.6億年という数値が出ている。

## 後期重爆撃期
後期重爆撃期とは、アメリカのアポロ計画で持ち帰った月の石の分析結果から判明した事件。約38億年から40億年前の短期間に集中的に大量の巨大な隕石が月に落下した。月の表面に黒っぽく見える「海」は、大きな隕石が衝突して月の地殻がえぐられその下のマントルが溶解して玄武岩質溶岩のマグマとなってたまった低地であるが、アポロ計画で持ち帰った「海」の石の年代分析を行った結果、形成時期が38億年から40億年前であることが分かった。地球は月のすぐ近くに存在し重力も大きいので、この時期に地球にも月と同等以上の隕石が落下したと考えられる。当時地表に地殻が形成されていたとしても、隕石落下の衝撃で破壊されてしまったため40億年より古い岩石はほとんど残っていないとする説がある。この時期に生命が存在していた証拠は無いが、もし存在したとすると巨大隕石衝突のエネルギーですべての海水が蒸発するような悪条件の中でも生き残ったことになる。生物の遺伝子分析によれば最も古い生物は熱に強い好熱菌や超好熱菌に分類されるので、隕石衝突を生き抜けたのかもしれない。